# 八宝茶
八宝茶（はっぽうちゃ、バーバオチャ、babaocha）は、中国全土で多くの人々にとって、親しみのある伝統的なお茶の一つである。さまざまな素材が詰まった中国茶の一つであり、茶葉の貴重な地域で、茶葉の代わりに果実や花を煎じて飲んでいた事をきっかけに、八宝茶が作られた。見た目が色鮮やかで美しい事もあり、中国では冠婚葬祭や来客のおもてなしには欠かせないものとなっている。また、体に良い具材から作られる為、昔は薬膳茶として振る舞われていたこともある。家庭ごとにさまざまなレシピがある。なお、「八宝」は「たくさんの」という意味であり、8種類の材料を使っているというわけではなく、使用する材料は何種類でもよい。

## 概要
八宝茶は、中国の四川、寧夏、青海などの多くの地域で人気がある。地域によって成分に多少の差異があるものの、茶をベースに、さまざまなドライフルーツや伝統的な漢方薬を混ぜて作られることは共通している。
ベースのお茶は主に緑茶で、一般的に菊またはハマナス、赤ナツメ、甘草、リュウガン クコ、メダラ、ゴマ、レーズン、クルミ、ナツメ、乾燥リンゴなどを混ぜて作られる。氷砂糖で風味を補われることもある。ドライフルーツごとに湯によって戻るまでの時間が異なるため、蒸らす時間によって味が変化することがある。また、ドライフルーツが水分を吸うことによって戻っていくのを見て楽しむため、耐熱ガラス製のティーポットが多用される。
近年、市場には良質の八宝茶が売られるようになったこともあり、現代人の好みをより満たせるようになった。

## 歴史
明代の初期に、朱元璋が発布した一連の茶葉に関わる法律制度に関係して、中国では茶が急速に発達した。六代茶の基本や、八宝茶を含む花茶の製造技術がこの時代に成熟した。宋代から実験を重ねてきた茶は、数百年後の清朝に普及を見ている。花茶は、香りが高く飲み口に趣があるだけでなく、良好な薬理作用があるとされ、北方人から香片と呼ばれている。
1970年代、日本では主に緑茶と紅茶が飲まれていたが、アイドルデュオのピンク・レディーによる烏龍茶のブームが引き起こされた。これを契機に、日本の茶葉消費における中国から輸出された茶葉の割合が増加するとともに、烏龍茶以外にも八宝茶を含む多くの中国茶が一般的に飲まれるようになった。

## 効果
八宝茶には身体を暖める食材が使われているため、血行促進、目の疲れの緩和、風邪予防など様々な効果が期待できるという。
また、解熱・解毒の効果があると言われている。

## 飲み方
1. ポットと湯吞を用意する。
2. お湯を沸かし、茶葉に注ぐ。(注ぐお湯は90℃が良いという説もある。)
3. 3分から4分煮出し、湯吞に注ぐ。(注ぐ前に湯吞を沸騰したお湯で温めておくと、より香りが立つ。)[2]